# Yakirra majuscula
Yakirra majuscula là một loài thực vật có hoa trong họ Hòa thảo. Loài này được (F.Muell. ex Benth.) Lazarides & R.D.Webster miêu tả khoa học đầu tiên năm 1985.